# دير بعلبة
34°45′05″N 36°44′12″E / 34.751286°N 36.736711°E
دير بعلبة أحد أحياء مدينة حمص في سوريا. ويعد أكبر أحياء المدينة مساحة وسكاناً يضم الحي قسمين، أولاً حي دير بعلبة، ويتألف من أربع أحياء أصغر هي حي دير بعلبة الشمالي والجنوبي وحي البوارخة وحي الكسارة، وتقع ديربعلبة في الجهة الشمالية الشرقية لمدينة حمص على طريق مدينة سلمية. يقدّر تعداد السكان في دير بعلبة بحوالي 60,000 نسمة سنة (2011) وتشغل مساحتها 6 كم مربعة، يحد الحي من الغرب حي البياضة وحي وادي العرب ويفصله عنهما طريق الستين، ويحده من الجنوب حي العباسية الذي يلاصق الحي الجنوبي منه، لكن تتجه شوارع الحي الجنوبي إلى الشمال نحو طريق سلمية، بينما تتجه شوارع العباسية غربا إلى طريق الستين.
أما القسم الثاني فهو أراضي دير بعلبة الزراعية: وهي ممتدّة من قرية المختارية شمالاً إلى قرية زيدل جنوباً، ومن طريق حماة والمحلَّق غرباً إلى بلدة المشرفة شرقاً. وكل قسم من الأراضي الزراعية له اسم متفرع كأراضي السقي "الشلال" والمريمدة وبديدة والهلالية وتل النصر وتل حجار والطايل وهذه مزارعها الشمالية، والزهورية والسعن والرباع والمتعارضات والحازمية والعبريني وهذه مزارعها الشرقية.

## أصل التسمية
يعتقد أنه سُمِّي بهذا الاسم لأنه كان في الماضي منطقة يعبد فيها الرومان الإله بعقوتو أو بعل بعقوتو، وبالرُّغم من أن اسمه دير إلا أن غالبية السكان حالياً العظمى من المسلمين.
وفي شرح آخر لمعنى دير بعلبة أو دير بعلبي اسم دير بعلبة: مؤلف من ثلاث كلمات وهي (دير - بعل - بي)
- أولا الدير: وهو مكان للعبادة أو المعبد وليس بالضرورة الكنيسة فهي تسمية من قبل الميلاد وفي المسيحية الدير هو عبارة عن كنيسة ومسكن للرهبان ومدرسة دينية
- ثانيا بَعْلٌ: بالعربية تعني صَنَم ففي القرآن الكريم: الصافات آية 125(([1] أَتَدْعُونَ بَعْلاً وتَذَرُونَ أَحْسَنَ الخَالِقِينَ)). وكلمة بعل هي بالاصل عربية آرامية سوريا باللغة السريانية وإنَّ العرب الأموريين والعرب الآراميين السوريين لفظوا بعلو وبعلي. فعرفت كلمة بعل بأنها صفة إله المطر وأضافوا حرف ي للنسبة، فقالوا بعلي وأضافوا حرف س للتعظيم، فقالوا بعليس
- ثالثا بي: فهي اسم الإله أو نسبة إله المطر بعلبي أو بعلي (فهي تعني معبد الإله بي أو معبد إله المطر) فسكان الحي حتى الآن يلفظون الاسم دير بعلبي مع انها تكتب دير بعلبة

## التاريخ
كانَ يُحسَب حسابٌ للحي في الانتخابات الرئاسية ورئاسة الوزراء والبرلمان في حمص طبعاً أيام هاشم الأتاسي والسباعي لأن المنطقة الشرقية كلها كانت تحسب معه. وبعد السبعينيات، همٌش أي أثناء حكم الأسد، وكان له نصيب من أحداث الثمانينات مع حماة، فقد ذاق الحي في تلك الفترة ويلاتٍ مشابهةً لما يحدث اليوم واعتقل العديد من أبنائه، ومنهم من تم إعدامهم والتنكيل بهم ومنهم من تم إطلاق سراحهم في سنة 2002، ومعظمهم ما زالوا بعداد المفقودين في غياهب السجون والمعتقلات منذ سنة 1982، وكل هذا بدون محاكمات، وكان الأمن العسكري من نفَّذ تلك الأحداث.
وفي سنة 2011 كان حي دير بعلبة من أوائل المناطق التي خرجت بمظاهرات مناهضة للنظام السوري في مدينة حمص ونصرة لدرعا، وفقد الكثير من أبنائه. وقد ضم ترابه شهداء مدينة حمص في مقبرة الشهداء تل النصر منذ بدايات الثورة، حيث نفذ النظام في 20 أيار سنة 2011 المجزرة الأولى في تل النصر وراح ضحيتها عشرات القتلى والجرحى. وقد وقع لفترة تحت سيطرة الثوار مطلع 2012، ثم عاد إلى يد النظام في شهر نيسان من السنة ذاتها ونفذ المجزرة الثانية في نيسان بين 2 و 9 نيسان وضحاياها 172 شهيداً و90 مفقوداً بعد إعادة السيطرة عليه، وقد عاد لواء الفاروق للسيطرة على الحي في أيلول 2012 للوصول إلى الخالدية عبر حي البياضة لفك حصار حمص لكن النظام استعادها في 30 كانون الأول نهاية العام نفسه ونفذ المجزرة الثالثة التي راح ضحيتها 220 شهيداً ،وفي يوم السبت7 كانون الأول 2024 سيطرت هيئة تحرير الشام على حي دير بعلبة خلال معارك هجوم حمص بعد 12 سنة من سقوطه بيد النظام.

## المعالم

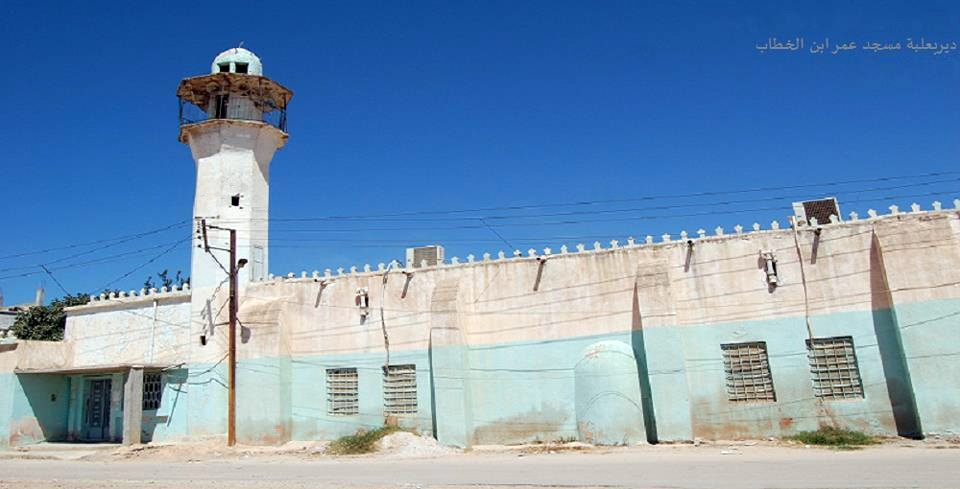
جامع عمر بن الخطاب أقدم جامع في دير بعلبة يعود بناؤه إلى العصر المملوكي

أغلب الأبنية في الحارة القديمة كانت من الحجر الأسود والطين (اللبن) من اهمها مسجد عمر بن الخطاب الذي يتوسط الحي ويعد اقدم مسجد فيه وقد أصبح رمزا له، ويقول السكان إن الدير كان مكان الجامع. ومنزول ديربعلبة (منزول الشيخ) المبني من الحجارة الزرقاء ويوجد في دير بعلبة عدد من المعالم القديمة أضافت أهمية تاريخية إليها، فتوجد فيها كلية الهندسة البترولية والكيميائية (التي تعتبر الثانية في الشرق الأوسط لهذا الاختصاص)أحدث المعهد العالي للهندسة الكيميائية والبترولية بموجب المرسوم رقم 2021 بتاريخ 1973/5/25 وأتبع حينها لوزارة التعليم العالي. وبعد صدور المرسوم رقم 44 تاريخ 14/9/1979 القاضي بإحداث جامعة البعث، أصبح المعهد العالي كلية من كلياتها ويعرف باسم كلية الهندسة الكيميائية والبترولية والتي مقرها في حي (دير بعلبة)على مقربة خمسة كيلومترات شرقا من مركز مدينة حمص وانتقلت الآن إلى مقرها جديد ضمن حرم الجامعة الأساسي داخل المدينة. وكانت هذه الكلية الوحيدة من نوعها في القطر العربي السوري فبل افتتاح كلية مشابهة في جامعة الفرات، كما توجد فيها مدرسة حمزة الزراعية التي تبلغ مساحتها 45,000 متر مربع (خمسة وأربعون دونم)، وهي المدرسة الزراعية الوحيدة في حمص، وتُعلِّم مع التعليم الأساسي مادة الزراعة للأطفال (نظري وعملي). وفيها معهد أبو بكر الصديق لتدريس الشريعة وتحفيظ القرآن ،وفيها الفرن الآلي لصناعة الخبز ،ونادي دير بعلبة الرياضي، وفيها حديقة البيروني قرب مدرسة البيروني في الحي الشمالي في منطقة العمور، وفيها حديقة الحي الجنوبي، كما أنّ فيها مضخة كبيرة للمياه في منطقة الكسارة، وأما المساجد فيها فهي:
- مسجد عُمر بن الخطاب
- مسجد ومعهد أبي بكر الصديق
- مسجد عائشة أم المؤمنين
- مسجد الحمزة بن عبد المطلب
- مسجد عباد الرحمن
- مسجد علي بن أبي طالب
- مسجد أبي الحسن الشاذلي
- مسجد الخير
- مسجد محمد الأمين
- مسجد مصعب بن عمير
- مسجد العباس بن عبد المطلب
- مسجد عثمان بن عفان
- مسجد حذيفة بن اليمان
- مسجد الخليفة هارون الرشيد

وأما مدارس دير بعلبة فهي:
- مدرسة حمزة محمد حمزة (زراعيّة).
- مدرسة الحرية
- مدرسة ضرار بن الأزور
- مدرسة سعيد هلال
- مدرسة عليوي النّاصر
- مدرسة منير العلي
- مدرسة أحمد إسماعيل
- مدرسة البراء بن مالك
- مدرسة البيروني
- مدرسة ذات النطاقين
- مدرسة خالد المصيطف
- مدرسة صقر قريش
- مدرسة نازك الملائكة (فنون جميلة)

## الزراعة والصناعة
توجد في دير بعلبة المنطقة الصناعية الحرفية، التي تضم أعمال الحدادة والنجارة والتي تبلغ مساحتها 110 دونم، ما عدى منطقة التوسع للصناعة من شمال الطريق العام. تشتهر دير بعلبة في حمص بصناعة البرغل الذي له موسم في دير بعلبة أشبه بالعيد، حيث يُنتَج ويُوزَّع في كافة أرجاء حمص المدينة. وأيضاً صناعة المساند التي تصنع من الحلفة، وهي نبتة الخيزران تنمو على أطراف البحيرات والأنهار، وتلال القش والحلفة تعطي الحي طابعاً خاصاً بها. دير بعلبة كانت قديما البلدة الوحيدة في حمص التي لم يدخلها الإقطاع نهائياً، فأهله هم ملاك الأراضي حتى الآن. والعديد من أهالي دير بعلبة يعملون بالزراعة.

## السكان
وفقاً لإحصاء 2004 كان عدد سكان الحي 45,000 من أصل حوالي 650,000 هم سكان مدينة حمص، وقدر عددهم سنة 2011 ب 60.000 ألفاً متوزعين على الحي الشمالي والحي الجنوبي والكسارة والبوارخة ،وأكبر العائلات هي عائلة كنعان والعباس والشيخ والسليمان والطالب والنجيب والرحال ومرعي والحمد وعصرها ومضيها والنبهان والشماع، أمّا عشائرها فهي عشيرة بني خالد وعشيرة النعيم والحسنة والفواعرة وبدورها تنقسم إلى أفخاذ، وتسكن جميع العشائر في الحي الجنوبي والبوارخة إلى جانب عوائل دير بعلبة، وتسكن كذلك في منطقة العمور في الحي الشمالي، ويشكلون حوالي 20 % من معظم سكان حي دير بعلبة، وفي الحي عائلات تركمانية من العصر العثماني، وأخرى أرمنية هاجرت إليها بعد أحداث الأرمن سنة 1916.

## مشاهير الحي
- جودت السليمان: لاعب دولي في المنتخب السوري ونادي الكرامة، لعب فترة الثمانينات قلب هجوم.[12]

- ياسر الأقرع: شاعر معارض لحكومة الأسد.
- مازن الأطرش الشامي: ناشط سوري معارض للأسد.[13]
- عبد السلام كنعان: معارض سوري ومعتقل سابق قبل الثورة السورية، اغتاله النظام سنة 2016.[14]
- أنور الأحمد (أنور أبو الوليد ): ناشط ثوري سوري معارض.[15]
- عبد العزيز الشلال النعيمي: لواء وقائد الشرطة العسكرية السورية، انشق عن الجيش السوري أواخر سنة 2012[16]

- محمد علي طه الدرة: شيخ وعالم نحوي ،ولد في الحولة، واستقر في دير بعلبة، ودفن في جامع الخير فيها.
- زكريا الرحال: شيخ وشاعر مدائح نبوية، توفي في السعودية ودفن في البقيع[17]